# Valtatie 6
Pour les articles homonymes, voir Route nationale 6.
La route nationale 6 (en finnois : Valtatie 6, en suédois : Riksväg 6) est une route nationale de Finlande allant de Loviisa à Kajaani.

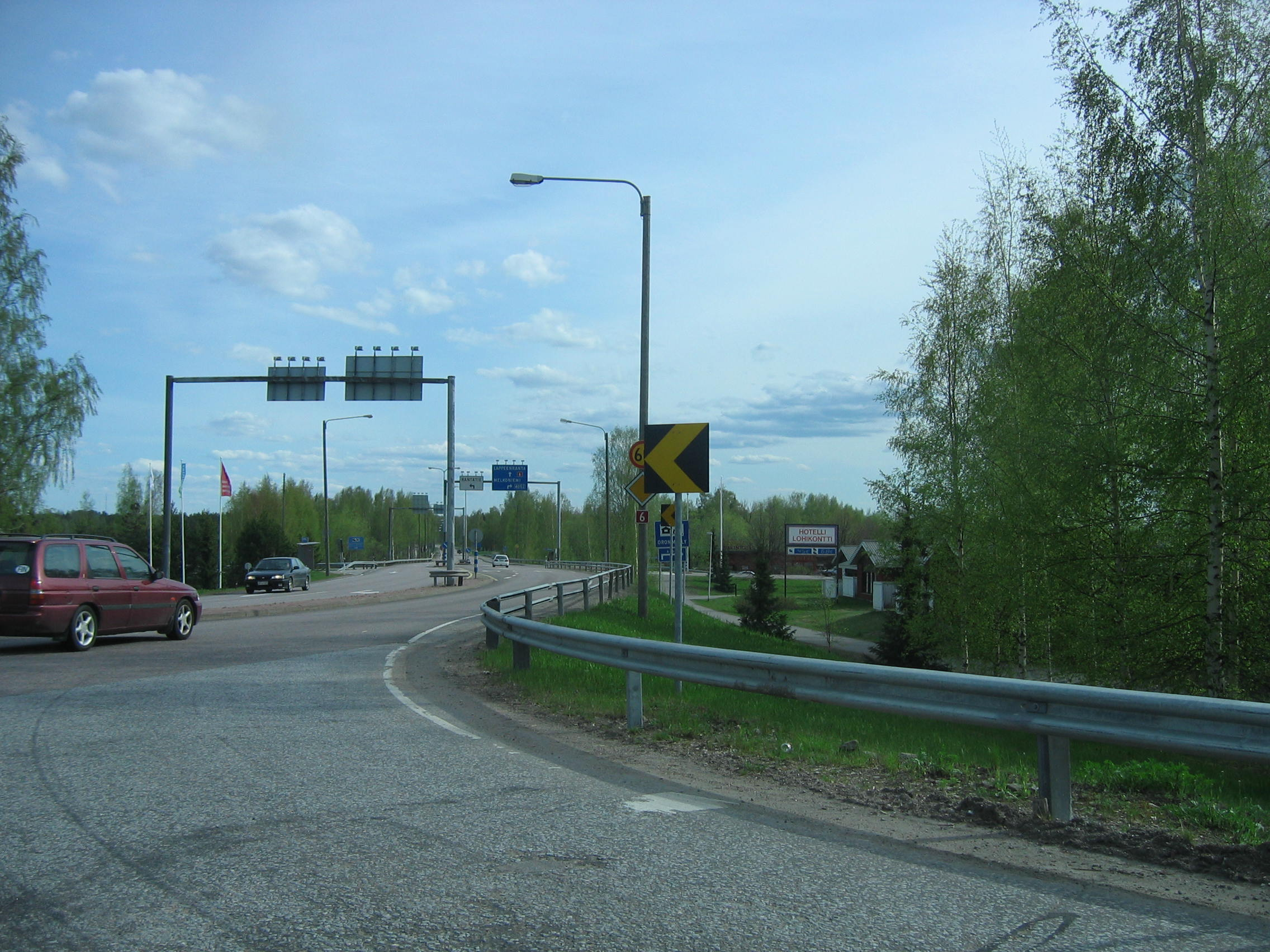
La Valtatie 6 à Parikkala.

## Description
La Valtatie 6 mesure 604 km de long.

## Trajet
La route nationale 6 traverse les villes et les (municipalités) suivantes:  Loviisa – Lapinjärvi – Kouvola – Luumäki – Lappeenranta – Imatra – Ruokolahti – Rautjärvi – Parikkala – Kesälahti – Kitee – Tohmajärvi – Joensuu – Kontiolahti – Juuka – Nurmes – Valtimo – Sotkamo – Kajaani.